# Eliane Caffé
Eliane Dias Caffé Alves (São Paulo, 1961) é uma cineasta brasileira. Foi diretora dos filmes Narradores de Javé e Era o Hotel Cambridge.

## Biografia
Eliane Caffé é graduada em Psicologia pela Pontifícia Universidade Católica de São Paulo em 1985 e cursou o mestrado no Instituto de Estética y Teoria de las artes da Universidade Autónoma de Madrid (1991-1992).  Iniciou sua carreira de cineasta com os curtas “O nariz”, “Arabesco” e “Caligrama”, premiados no Brasil e em festivais internacionais.
Em 1997, dirigiu seu primeiro longa-metragem, “Kenoma”, que foi exibido na 55ª Mostra La Bienale di Venezia (Prospective) e ganhou vários prêmios, incluindo o “Soleil d’or” como melhor filme no XX Biarritz International Film Festival, na França. O segundo longa, “Narradores de Javé”, recebeu também vários prêmios no Brasil e no exterior, entre os quais se destacam: melhor filme no 30º International Independent Film of Bruxelas, melhor filme e melhor roteiro no Festival de Cinéma des 3 Ameriques (Quebec / Canadá / 2004), “Mano de Oro” como melhor filme no Festival Internacional de Cine de Punta Del Leste/ 2004. Seu terceiro longa-metragem “O Sol do Meio Dia” (2010) ganhou o prêmio de melhor filme pela crítica na 33ª Mostra Internacional de São Paulo. Em 2016 finaliza o longa metragem “Era o Hotel Cambridge”.
Na área de vídeo e TV realizou a microssérie “O Louco dos Viadutos” (TV Cultura/ 2009), além de documentários experimentais “Milágrimas por Nós” e  “Céu sem  Eternidade”. Paralelamente, coordena oficinas de audiovisual em diferentes zonas de conflito em São Paulo e interior do Brasil.

## Filmografia
- 2016- Era O Hotel Cambridge (longa metragem)
- 2011 - Céu Sem Eternidade (longa metragem)
- 2009 - O Sol do Meio Dia (longa metragem)
- 2009 - O Louco dos Viadutos (mini-serie para TVCultura)
- 2008 - O Mago dos Viadutos (Curta metragem)
- 2003 - Narradores de Javé (Longa metragem)
- 1998 - Kenoma (longa metragem)
- 1995 - Caligrama (curta-metragem)
- 1990 - Arabesco (curta-metragem)
- 1987 - O nariz (curta-metragem)

## Premiações
- Roteiro premiado no concurso Prêmio Estímulo para Realização de Curta-metragem, da Secretaria da Cultura do Estado de São Paulo, por Caligrama (1994)
- Roteiro premiado no concurso Resgate do Cinema Brasileiro, do Ministério da Cultura, por Caligrama (1994)
- Melhor Curta-Metragem pelo Júri Oficial, Melhor Curta-Metragem pelo Júri Popular, Melhor Fotografia, Melhor Cenografia e Melhor Som, por Arabesco, no Festival de Cinema de Gramado (1990)
- Melhor curta-metragem em 1992 no Festival Internacional de Cinema Realizado por Mulheres, por Arabesco
- Em Madri, Melhor Curta-metragem pelo Júri Popular, por Arabesco
- Melhor curta-metragem por O Nariz, em 1989, Festival Internacional de Cinema de Oberhausen, Alemanha, pelo Júri da Cinemateca da Juventude
- Melhor Curta-Metragem de Ficção, em 1988, na XII Jornada Internacional de Cinema da Bahia e naXI Jornada de Cinema e Vídeo no Maranhão, por O nariz, com Melhor Ator para Carlos Gregório
- Por Narradores de Javé, Federation Internationale de la Presse Cinematographique, Prêmio de melhor filme pelo Júri FIPRESCI
- No Cine PE, 2003 Melhor filme, Melhor Direção, Melhor montagem, som, ator, atriz, ator e atriz coadjuvante, Prêmio da crítica (melhor filme) e Prêmio Gilberto Freire, por Narradores de Javé
- Prêmios de melhor filme independente e de melhor roteiro no 30º Festival Internacional do Filme Independente de Bruxelas, na Bélgica, por Narradores de Javé
- Prêmio de melhor filme no VII Festival Internacional de Cinema de Punta del Este, 2004, por Narradores de Javé